# Adolf Bleichert
Adolf Bleichert, né le 31 mai 1845 à Dessau (Duché d'Anhalt-Dessau) et mort le 29 juillet 1901 à Davos (Suisse), est un ingénieur allemand, inventeur et fabricant de téléphériques à matériaux et le fondateur de l'entreprise Adolf Bleichert & Co. à Leipzig, qui à la fin du siècle était la plus grande usine de téléphériques au monde. 

## Biographie
À l'encontre du système mono-câble de l'anglais Hodgson connu à l'époque comme système anglais, Bleichert a perfectionné le système bicâble nommé système allemand consistant d'un câble porteur fixe sur lequel circulent les bennes et un câble tracteur circulant en mouvement continu auquel sont attachées les bennes par une attache débrayable (pince) qui permet de les désolidariser dans les gares pour une circulation à faible vitesse, tandis que les bennes en ligne ne sont pas ralentis. 
Ses téléphériques ont eu un grand succès auprès des entreprises industrielles qui devaient transporter des minerais, du charbon, des produits de carrières, etc. Jusqu'à sa mort son entreprise a installé plus de 1 000 téléphériques en Europe et plusieurs pays d'outre-mer. Après l'introduction de moteurs électriques, Bleichert a élargi sa production aux systèmes de transport par bennes suspendues aux rails fixes et aux installations de chargement et déchargement portuaires.
Son entreprise a continué avec succès sous la direction de ses deux fils, Max (de) et Paul (de).
Il a fait construire la Budde-Haus à Leipzig en 1890-1891, pour y résider avec sa famille ; c'est aujourd'hui un centre socio-culturel.